# アンジェロ・ガブリエル・ボルヘス・ダマセノ
アンジェロ・ガブリエル・ボルヘス・ダマセノ（Ângelo Gabriel Borges Damaceno, 2004年12月21日 - ）は、ブラジル・ブラジリア出身のサッカー選手。アル・ナスルFC所属。ポジションはフォワード。

## 経歴

### クラブ
ブラジリアで生まれ、2015年に10歳でサントスFCのユースチームに加入した。2020年7月、わずか15歳でU-20チームの試合に出場するようになり、10月にクカ監督によりトップチームに昇格した。
2020年10月23日、16歳の誕生日を迎えてから有効となるプロ契約の締結に合意した。その2日後に、カンピオナート・ブラジレイロ・セリエAのフルミネンセFC戦にルーカス・ブラガとの交代で途中出場し、プロデビューを果たした。15歳10ヶ月4日でのプロデビューは、コウチーニョに次ぐクラブ史上2番目の若さでのデビューとなり、ペレを11日上回る若さでのデビューだった。
2021年3月9日、ACデポルティーボ・ララ戦でコパ・リベルタドーレス初出場を果たした。16歳2ヶ月16日での出場は、ロドリゴを上回るクラブ史上最年少出場記録となった。
2021年4月6日、コパ・リベルタドーレスのCAサン・ロレンソ・デ・アルマグロ戦でプロ初ゴールを挙げた。16歳3ヶ月16日でのゴールとなり、フアン・カルロス・カルデナスの記録を上回り、コパ・リベルタドーレス史上最年少ゴールとなった。
2023年7月17日、チェルシーFCに移籍した。8月8日、RCストラスブールにレンタル移籍した。

### 代表
2019年9月27日、U-15ブラジル代表としてウルグアイ戦でデビューし、11月に南米U-15選手権に出場した。
2020年3月6日、モンテギュー国際大会に出場するU-16ブラジル代表に選出されたものの、大会は新型コロナウイルスの流行により大会は中止された。10月に翌月に行われるトレーニングに向けたU-17ブラジル代表に選出されたが、その期間中に新型コロナウイルスの陽性となった。